# Fire (Jimi Hendrix-låt)
"Fire", även "Let Me Light Your Fire", är en låt skriven av Jimi Hendrix och framförd av The Jimi Hendrix Experience. Låten lanserades på gruppens debutalbum Are You Experienced? i maj 1967. Två år senare släpptes den även som singel utanför USA, då med titeln "Let Me Light Your Fire". Även om singelsläppet inte blev någon framgång tillhör låten Hendrix mer kända kompositioner och den togs med på samlingsskivan Smash Hits. Den har sedan funnits med på i stort sett alla samlingsskivor som släpptes med Hendrix, exempelvis Experience Hendrix: The Best of Jimi Hendrix. En musikgrupp kallad Five by Five fick dock en mindre singelframgång i USA med sin version av låten 1968. Den nådde #52 på Billboard Hot 100-listan.
Albumversionen är ganska kort (2:47) men Hendrix förlängde ofta låten under sina konserter. Låten är en av de intensivaste som rocktrion gjorde, och den ger mycket utrymme åt Mitch Mitchell som i flera sektioner av låten ges soloutrymme med sina trummor. Texten är av ganska tydlig sexuell karaktär, vilket når sitt klimax i refrängen "Let me stand next to your fire!" (fritt översatt: "låt mig vara intill din eld").

## Coverversioner
- Red Hot Chili Peppers, ursprungligen som b-sida på singeln "Fight Like a Brave" från 1987. Den gavs senare även ut på The Abbey Road EP (1988) och på albumet Mother's Milk (1989).
- Kingston Wall, på albumet Kingston Wall I från 1992.
- Nigel Kennedy, på tributalbumet Stone Free: A Tribute to Jimi Hendrix från 1993.
- The Real McKenzies, under namnet "Pliers", på albumet Real McKenzies från 1995.